# ECW Arena
La ECW Arena, également appelée 2300 Arena est une salle de spectacles sportifs et de divertissements qui accueille régulièrement des spectacles de boxe, catch et MMA.
Cette salle doit notamment sa renommée à la fédération de catch Extreme Championship Wrestling (ECW), qui a utilisé ces locaux durant les années 1990. D'autres fédérations de catch importantes sont passées par cette salle telles que la World Wrestling Entertainment (WWE), la Total Nonstop Action Wrestling (TNA), la New Japan Pro Wrestling (NJPW) et la Ring of Honor (ROH).

## Histoire

### Avant la salle de spectacle
Cette salle fut initialement utilisée en tant qu'entrepôt durant les années 1970 et début des années 1980. Ce n'est qu'en 1986 qu'Elias Stein et Leon Silverman rachète cet entrepôt et organisent des spectacles dansants folkloriques. Cette salle prend alors le nom de Viking Hall.

### Ere de la ECW (1993-2001)
Ce n'est qu'en 1993 que cette salle devient une salle spécialisée dans le domaine du catch, avec l'arrivée de la Extreme Championship Wrestling. Elle prend alors le nom de ECW Arena. Cette fédération organise son premier show intitulé Super Summer Sizzler le 19 juin 1993. Elle organise ensuite des spectacles hebdomadaires dans cette salle dès l'année suivante. 
Le 13 avril 1997, la fédération organise son premier pay-per-view retransmis en direct à la télévision Barely Legal,. Ce fut le seul spectacle en paiement à la séance retransmis à la télévision. Le dernier spectacle de cette fédération s'est déroulé le 23 décembre 2000, peu avant la disparition de cette fédération.

### 2300 Arena (2013-...)
La salle fut une nouvelle fois renommée 2300 Arena. Le premier spectacle a s'y dérouler sous cette toponymie fut lors d'un show de Extreme Rising en décembre 2013.
Après trois ans d'absence, la Ring of Honor réorganise un spectacle dans cet antre. En collaboration avec la New Japan Pro Wrestling, elle organise son premier pay-per-view en mai 2015, appelé War of the Worlds '15, dans cette salle,. Pour la première fois, la ROH organise son plus grand pay-per-view Final Battle 2015 dans cette salle.